# Libertad (1841)
La goleta Libertad fue un buque de la Armada Argentina partícipe de las guerras civiles.

## Historia
El 8 de febrero de 1841 la goleta riverista General Aguiar consiguió pasarse a la flota de la Confederación Argentina, aliada al presidente uruguayo Manuel Oribe. 
El 16 de febrero el navío entró a puerto al mando del teniente Antonio Supisich y rebautizada como Libertad partió el 1 de marzo al mando del teniente Tomás Craig. Al mando sucesivo de Craig, del teniente José María Cordero y del capitán José María Pinedo fue destinada durante todo ese año a tareas de patrullaje en el Río de la Plata. 
A comienzos de 1842 pasó a integrar la escuadrilla del Río Uruguay, nuevamente al mando de Cordero, en operaciones contra la escuadrilla sutil riverista. En febrero fue reprimido un motín y fusilado su líder. Asumió el mando provisionalmente el teniente Jorge Foster hasta el mes de abril en que se hizo nuevamente cargo Craig, mientras a nave pasaba a operar en el río Paraná. El 19 de julio de 1842 combatió en aguas de la Bajada de Paraná con una flotilla al mando de José Garibaldi.
En noviembre regresó al Uruguay, permaneciendo estacionada en las cercanías de Salto. En agosto de 1844 se convirtió en buque insignia de la escuadrilla con base en Paysandú. Permaneció en esa asignación al mando directo sucesivo de los tenientes José Celestino Elordi y Luis Cabassa, y del subteniente Mamerto Garay.
En marzo de 1847 al mando de Cordero pasó a Concepción del Uruguay por encontrarse en muy mal estado. Tras pasar a desarme, y permanecer estacionada en el Arroyo de la China en 1848 fue inspeccionada su antiguo comandante Elordi, quien a halló desarbolada y considerándola irrecuperable para el servicio aconsejó su venta.